# فهرست نام‌های خودمانی بوستون

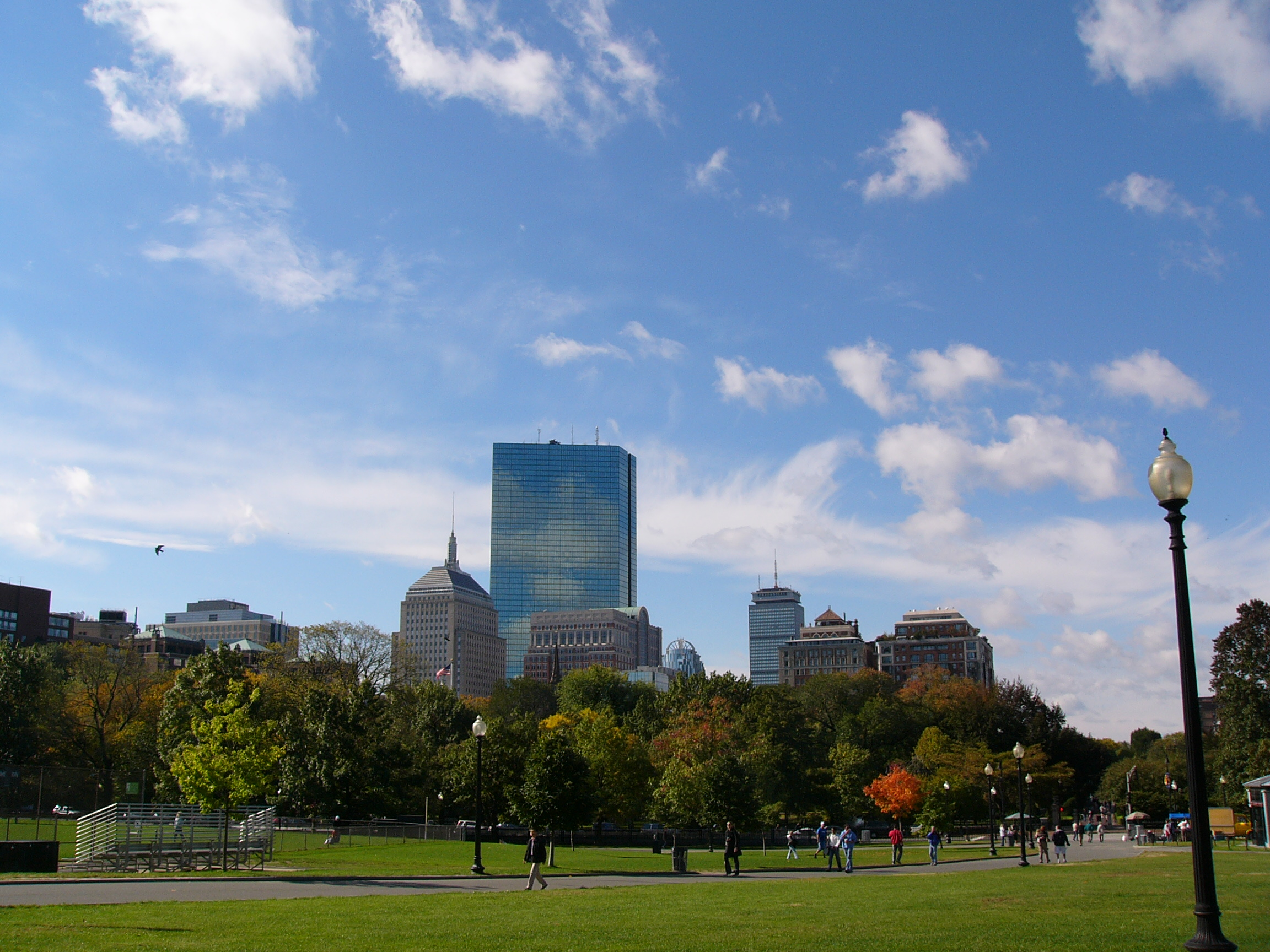
کومون بوستون

بوستون نام‌های خودمانی زیادی دارد که از زمینه‌های تاریخی مختلف الهام گرفته شده‌اند. آنها عبارتند از:
شهر روی تپههدف فرماندار جان وینتروپ، مستعمره خلیج ماساچوست، برای ایجاد «شهر روی تپه» از کتاب مقدس است. همچنین به سه تپه اصلی بوستون اشاره دارد.
هابشکل کوتاه شده عبارتی است که توسط نویسنده الیور وندل هلمز، با عنوان مرکز منظومه شمسی ثبت شده است. این از آن زمان به مرکز جهان تبدیل شده است.
آتن آمریکاعنوانی است که توسط ویلیام تودور، یکی از بنیانگذاران بررسی آمریکای شمالی، برای نفوذ فرهنگی و فکری بزرگ بوستون داده شده است. همچنین نام مستعار فیلادلفیا.
شهر پیوریتنبا اشاره به مذهب بنیانگذاران شهر داده شده است.
گهواره آزادیاز نقش بوستون در تحریک انقلاب آمریکا ناشی می شود.  همچنین، نام مستعار فیلادلفیا.
شهر مفاهیمحداقل در اوایل سال ۱۸۲۳ ابداع شد.
شهر پیاده‌روی آمریکابه دلیل طبیعت فشرده و تراکم جمعیت زیاد بوستون، که پیاده روی را به یک روش حمل و نقل موثر و محبوب در شهر تبدیل کرده است، داده شد. بوستون هفتمین درصد بالای مسافران پیاده را در بین شهرهای ایالات متحده دارد، در حالی که همسایه کمبریج بالاترین درصد را دارد.
بین‌تاونبه غذای منطقه ای لوبیا پخته شده بوستون اشاره دارد.  در دوران استعمار، غذای مورد علاقه بوستون، لوبیا بود که به آرامی در ملاس پخته می شد.
تایتل‌تاونبه تسلط تاریخی بوستون در ورزش های حرفه ای، به ویژه بوستون سلتیکس، که ۱۸ عنوان قهرمانی NBA را به دست آورده اند، و نیو انگلند پتریوتس، که شش عنوان قهرمانی سوپربول را کسب کرده اند، اشاره دارد.  علاوه بر این، بوستون سلتیکس در مسابقات قهرمانی NBA پیشرو است.
شهر قهرمانانبسیار شبیه تایتل‌تاون - به تاریخچه تسلط بوستون در ورزش اشاره دارد، با بوستون رد ساکس، بوستون سلتیکس، بوستون بروینز، و نیو انگلند پتریوتس که هر کدام چندین قهرمانی ملی را به دست آورده‌اند.
شهر قدیمیاز این واقعیت ناشی می شود که بوستون یکی از قدیمی ترین شهرهای ایالات متحده است.  همچنین برای اشاره به بوستون رد ساکس (تیم اولد تاون) استفاده می شود.